# Picarones
Le picaron est un dessert péruvien originaire de Lima.
C’est un beignet à base de courge et de patate douce, recouvert de chancaca (sorte de mélasse solide). Il est normalement servi après l'anticuchos, un autre plat traditionnel péruvien.
Le plat se retrouve aussi historiquement dans la gastronomie chilienne.